# Juicebox
«Juicebox» es una canción de la banda de rock neoyorkina The Strokes. Es la segunda pista y primer sencillo del tercer álbum de The Strokes, First Impressions of Earth, lanzado en Estados Unidos en octubre de 2005. Julian Casablancas fue citado en la revista Spin diciendo esto sobre la canción:«Recuerdo a la gente diciendo que esta pista es fea, creo que tiene una gran personalidad». La pista se filtró mucho antes de lo programado para el lanzamiento del sencillo, obligando a la banda y los administradores a liberarlo como un sencillo en formato iTunes antes de lo planeado.[cita requerida]. El lado B del sencillo es la canción "Hawaii".

## Lista de canciones
Todas las canciones escritas por Julian Casablancas.

### CD
| CD  |                                                |          |  |
| N.º | Título                                         | Duración |  |
| 1.  | «Juicebox»                                     | 3:17     |  |
| 2.  | «Hawaii»                                       | 3:52     |  |
| 3.  | «Juicebox (En vivo en Río de Janeiro, Brasil)» | 3:39     |  |
| 4.  | «Juicebox (Uncut video)»                       | 5:01     |  |

### Vinilo de 7' (US)
| US 7' vinyl |                                                |          |  |
| N.º         | Título                                         | Duración |  |
| 1.          | «Juicebox»                                     | 3:17     |  |
| 2.          | «Hawaii»                                       | 3:52     |  |
| 3.          | «Juicebox (En vivo en Río de Janeiro, Brasil)» | 3:39     |  |

### Vinilo de 7''(UK)
| UK 7" vinyl |            |          |  |
| N.º         | Título     | Duración |  |
| 1.          | «Juicebox» | 3:17     |  |
| 2.          | «Hawaii»   | 3:52     |  |